# 風見潤
風見 潤（かざみ じゅん、男性、1951年1月1日 - 生死不明）は、日本の小説家、翻訳家、アンソロジスト。本名、加藤正美。
クトゥルー神話とスペース・オペラの融合を試みた〈クトゥルー・オペラ〉シリーズや幽霊事件シリーズなど、ジュブナイルものを中心に多様な作品を手がけた。

## 履歴と消息
埼玉県川越市出身。青山学院大学法学部卒業。文学部英米文学科中退。推理小説研究会（青山ミステリ）に所属し短期間ながら副会長を務めた。
青山ミステリ在籍当時からSFやミステリーの翻訳を手がける。1970年代後半からはこれらのジャンルの創作も開始した。幽霊事件シリーズと同・京都探偵局シリーズは併せて全66巻を数える人気シリーズとなっている。
1980年から始まった長編連作シリーズ〈クトゥルー・オペラ〉はクトゥルー神話とスペース・オペラの融合を試みたジュブナイル小説で、邪神たちが復活を遂げた未来の地球と宇宙を舞台に超能力を持った少年少女たちと邪神たちとの戦いがスペース・オペラの手法で描かれている。東雅夫は「人類が邪神に対して、科学力と超能力で対抗するという図式は、後に梅原克文『二重螺旋の悪魔』などで、より過激に展開されることになった」と本シリーズの先見性を指摘している。
2006年3月、永らく主力作家として活躍してきた講談社X文庫ティーンズハートが刊行を終了。最後に刊行されたのは折原みと『アナトゥール星伝20 黄金の最終章』、小林深雪『奇跡を起こそう～もう一度』、秋野ひとみ『ラストシーンでつかまえて』、そして風見の『夜叉ケ池幽霊事件』だった。これを最後に風見の新作は発表されていない。また、その存在が公に確認されたのも、2008年2月24日、河出書房新社刊行の奇想コレクション『蒸気駆動の少年』（ジョン・スラデック著、柳下毅一郎編訳）の発売を記念してオリオン書房ノルテ店で開催されたトークイベントが最後となっている。
2014年12月、青山ミステリOBの北原尚彦がTwitterにて「風見潤さんが、お亡くなりになっていることが「ほぼ確実」」とのツイートを投稿。ある出版元が風見に本を送った際、自宅の管理人から「もう亡くなっている」と連絡されたことを機に日暮雅通と戸川安宣が調査した結果、「階段から落ちて亡くなった」「身寄りがなく近所の方達で葬儀を行った」と判明したという。ただし、これらの調査や情報はいずれも最終的な確認が取れないまま一定の期間が過ぎたものであるため、北原は「生きている可能性もある」「公開することにより詳細を知っている方が出てくる可能性もある」と考え「訃報、但し絶対でない」として発表することにしたという。
2015年発売の『クトゥルー・オペラ 邪神降臨』（創土社）で解説を務めた菊地秀行は、2015年1月時点で風見が数年前から消息を絶って久しいことを言明している。同書奥付では「著作権者と連絡がつかなかったため、本書の著作権料は供託されている」旨の断り書きと、著作権者の行方の情報を募集している旨が書かれている。
なお、一般社団法人日本推理作家協会の会員名簿には2022年時点でも「現会員」として掲載されている。

## 作品リスト

### 小説

#### 少年探偵・羽塚たかしシリーズ
- 『喪服を着た悪魔』（ソノラマ文庫） 1978年7月
- 『死を歌う天狗』（ソノラマ文庫） 1979年2月
- 『古都に棲む鬼女』（ソノラマ文庫） 1979年7月

#### クトゥルー・オペラ
- ソノラマ文庫版
  - 『邪神惑星一九九七年』 1980年7月
  - 『地底の黒い神』 1980年12月
  - 『双子神の逆襲』 1981年9月
  - 『暗黒球の魔神』 1982年4月
- 『クトゥルー・オペラ 邪神降臨』（創土社、クトゥルー・ミュトス・ファイルズ） 2015年3月 - ソノラマ文庫版全4巻を一冊に再録した新装版

#### タイム・パトロールJ・Jシリーズ
- 『時の追跡者』（ソノラマ文庫） 1982年10月
- 『時の侵略者』（ソノラマ文庫） 1983年12月

#### トラベルライター・朝倉麻里子シリーズ
- 『出雲神話殺人事件』（エイコー・ノベルズ） 1985年7月、のち廣済堂文庫 1988年7月
- 『津軽神話殺人事件』（エイコー・ノベルズ） 1987年11月
- 『火の国殺人事件』（廣済堂ブルーブックス） 1989年10月

#### 天文考古学者・神堂賢太郎シリーズ
- 『殺意のわらべ唄』（廣済堂ブルーブックス） 1987年4月、のち天山文庫 1989年6月
- 『闇の夢殿殺人事件』（天山ノベルス） 1989年2月

#### 幽霊事件シリーズ
すべて講談社X文庫ティーンズハート
- 『清里幽霊事件』 1988年7月
- 『スキー場幽霊事件』 1988年12月
- 『ミナト神戸幽霊事件』 1989年7月
- 『冬の京都幽霊事件』 1989年11月
- 『長崎異人館幽霊事件』 1990年3月
- 『原宿幽霊事件』 1990年7月
- 『北海道幽霊事件』 1990年11月
- 『東京ベイエリア幽霊事件』 1991年3月
- 『函館幽霊事件』 1991年6月
- 『秋の飛鳥路幽霊事件』 1991年9月
- 『瀬戸大橋幽霊事件』 1991年12月
- 『能登半島幽霊事件』 1992年2月
- 『大阪ウォーターフロント幽霊事件』 1992年4月
- 『軽井沢幽霊事件』 1992年7月
- 『秋の十和田湖幽霊事件』 1992年11月
- 『クリスマス幽霊事件』 1992年12月
- 『さくらの鎌倉幽霊事件』 1993年3月
- 『沖縄幽霊事件』上・下 1993年6月 - 7月
- 『秋の安曇野幽霊事件』 1993年10月
- 『雪のバレンタインデー幽霊事件』 1994年2月
- 『金沢幽霊事件』 1994年4月
- 『香港幽霊事件〈九龍編〉』 1994年7月
- 『香港幽霊事件〈ヴィクトリア・ピーク編〉』 1994年7月
- 『京人形幽霊事件』 1994年10月
- 『札幌ゆきまつり幽霊事件』 1994年12月
- 『横浜赤い靴幽霊事件』 1995年4月
- 『九州一周幽霊事件』 1995年9月
- 『雪おんな幽霊事件』 1996年2月
- 『バリ島幽霊事件』 1996年7月
- 『軽井沢かぐや姫幽霊事件』 1996年12月
- 『東京・京都二重誘拐幽霊事件』 1997年4月
- 『まぼろしの富士幽霊事件』 1997年7月
- 『鬼の里幽霊事件』 1997年12月
- 『恐山幽霊事件』 1998年3月
- 『怪盗シルバーアイ幽霊事件』 1998年6月
- 『びわ湖幽霊事件』 1998年9月
- 『レインボーブリッジ幽霊事件』 1998年12月
- 『ヤマタイ国幽霊事件』 1999年2月
- 『ひだ高山幽霊事件』 1999年4月
- 『闇をつかさどるもの 幽霊事件スペシャル』 1999年7月
- 『うらしま幽霊事件』 1999年12月
- 『天草四郎幽霊事件』 2000年6月
- 『四谷怪談幽霊事件』 2000年8月
- 『京舞妓幽霊事件』 2000年12月
- 『卒業旅行幽霊事件』 2001年7月

#### 幽霊事件・京都探偵局シリーズ
すべて講談社X文庫ティーンズハート
- 『赤い鳥居荘幽霊事件』 2001年9月
- 『天神さま幽霊事件』 2001年12月
- 『吸血の塔幽霊事件』 2002年3月
- 『五十の殺意幽霊事件』 2002年5月
- 『東京ミッドナイト幽霊事件』 2002年7月
- 『軽井沢高原鉄道幽霊事件』 2002年11月
- 『名古屋わらべうた幽霊事件』 2002年12月
- 『オニ伝説幽霊事件』 2003年3月
- 『若狭人魚伝説幽霊事件』 2003年5月
- 『博多夜祭幽霊事件』 2003年7月
- 『横浜三重密室幽霊事件』 2003年9月
- 『南紀火の蛇幽霊事件』 2003年11月
- 『広島地図にない村幽霊事件』 2003年12月
- 『殺人特急＜日の出＞幽霊事件』 2004年4月
- 『みちのく夏祭り幽霊事件』 2004年7月
- 『四国一周殺人おにごっこ幽霊事件』 2004年9月
- 『月食屋敷幽霊事件』 2004年12月
- 『魔界京都幽霊事件』 2005年4月
- 『義経伝説幽霊事件』 2005年7月
- 『夜叉ヶ池幽霊事件』 2006年3月

#### 女子高生真琴の推理レポート
すべて小学館キャンバス文庫。
- 『京舞妓の秘密』 1993年11月
- 『軽井沢の秘密』 1994年11月

#### ゾンビ・ウォッチャーシリーズ
すべて講談社X文庫ティーンズハート
- 『妖魔監視人』 1995年7月
- 『闇の呼び声』 1995年11月
- 『水の神話』 1996年4月
- 『暗黒からの使者』 1996年10月
- 『白銀に眠る妖魔』 1997年2月
- 『赤い悪魔』 1997年10月
- 『妖魔復活』 1999年10月

#### TOKYO捕物帳
すべて講談社X文庫ティーンズハート
- 『TOKYO捕物帳』 2000年4月
- 『炎を追いかけろ』 2000年10月
- 『黒幕をやっつけろ』 2001年3月
- 『密室をうち破れ』 2001年11月

#### その他
- 『東京トワイライトクロス』（アルゴブックス） 1987年7月
- 『死んでも死ねない殺人事件 熱血バイト娘絵理子と13の謎』（新潮文庫） 1992年4月
- 『恋愛ゲーム殺人通信』（光文社文庫） 1992年8月

### 翻訳
- 『コンピューター検察局』（エドワード・D・ホック、早川書房、世界ミステリシリーズ） 1974、のち文庫
- 『謎の円盤UFO 1』（ロバート・マイアル、早川書房、ハヤカワ文庫） 1975
- 『謎の円盤UFO 2』（ロバート・マイアル、早川書房、ハヤカワ文庫） 1976
- 『優しい侵略者』（キース・ローマー、早川書房、ハヤカワ文庫） 1976
- 『黒い霊気』（ジョン・スラデック、早川書房、世界ミステリシリーズ） 1977
- 『薔薇の荘園』（トマス・バーネット・スワン、早川書房、ハヤカワ文庫SF） 1977
- 『終りなき戦い』（ジョー・ホールドマン、早川書房、海外SFノヴェルズ） 1978、のち文庫
- 『魔術師を探せ!』（ランドル・ギャレット、早川書房、ハヤカワ・ミステリ文庫） 1978
- 『大暴風』（エルストン・トレヴァー、パシフィカ、海洋冒険小説シリーズ5） 1978、のち西武タイムで再刊
- 『スペース・ヴァイキング - 復讐の宇宙海賊』（H・ビーム・パイパー、徳間書店、Tokuma novels） 1978
- 『銀河の間隙より』（ランドル・ギャレット、早川書房、ハヤカワ文庫SF） 1979
- 『殺しはアブラカダブラ』（ピーター・ラヴゼイ、早川書房、世界ミステリシリーズ） 1980
- 『こちら殺人課! : レオポルド警部の事件簿』（E・D・ホック、編訳、講談社、講談社文庫） 1981
- 『闇よ、つどえ!』（フリッツ・ライバー、早川書房、ハヤカワ文庫SF） 1981
- 『銀河ヒッチハイク・ガイド』（ダグラス・アダムス、新潮社、新潮文庫） 1982
- 『宇宙の果てのレストラン』（ダグラス・アダムス、新潮社、新潮文庫） 1983
- 『サーンの宝石』（ジェフリー・ロード、東京創元社、創元推理文庫、リチャード・ブレイド・シリーズ） 1983
- 『パトモスの真珠』（ジェフリー・ロード、東京創元社、創元推理文庫、リチャード・ブレイド・シリーズ） 1984
- 『サンドキングズ』（ジョージ・R・R・マーティン、安田均ほか訳、早川書房、ハヤカワ文庫SF） 1984
- 『ミレニアム』（ジョン・ヴァーリイ、角川書店） 1985、のち文庫
- 『黄金の馬』（ジェフリー・ロード、東京創元社、創元推理文庫、リチャード・ブレイド・シリーズ） 1985
- 『宇宙クリケット大戦争』（ダグラス・アダムス、新潮社、新潮文庫） 1985
- 『復讐ゲーム マイアミ・バイス』（ステファン・グレイブ、廣経堂新書） 1986
- 『黄金の三角地帯 マイアミ・バイス』（ステファン・グレイブ、廣経堂新書） 1986
- 『レイツカールの鋼鉄』（R・ギャレット, V・A・ハイドロン、角川書店、角川文庫、ガンダラーラ・サイクル1） 1989
- 『ミノタウロスの森』（トマス・バーネット・スワン、早川書房、ハヤカワ文庫FT） 1992
- 『ビースト』（ピーター・ベンチリー、西田佳子共訳、角川書店） 1993、のち文庫
- 『海棲獣』（ピーター・ベンチリー、角川書店、角川ホラー文庫） 1995
- 『シャーロック・ホームズ事典』（ジャック・トレイシー、各務三郎監訳、大村美根子・日暮雅通共訳、すずさわ書店） 2000。初刊はパシフィカ、1980
- 『それがぼくには楽しかったから:全世界を巻き込んだリナックス革命の真実』（リーナス・トーバルズ, デイビッド・ダイヤモンド、中島洋監修、小学館プロダクション） 2001

#### アイスウィンド・サーガ
- 『アイスウィンド・サーガ1 魔石の復活』（R・A・サルヴァトーレ、富士見書房、富士見ドラゴンノベルズ） 1991
- 『アイスウィンド・サーガ2 水晶宮の崩壊』（R・A・サルヴァトーレ、富士見書房、富士見ドラゴンノベルズ) 1991
- 『アイスウィンド・サーガ3 暗殺者の影』（R・A・サルヴァトーレ、工藤竜広共訳、富士見書房、富士見ドラゴンノベルズ) 1992
- 『アイスウィンド・サーガ4 暗黒竜の冥宮』（R・A・サルヴァトーレ、工藤竜広共訳、富士見書房、富士見ドラゴンノベルズ） 1992
- 『アイスウィンド・サーガ5 海賊海峡の死闘』（R・A・サルヴァトーレ、工藤竜広共訳、富士見書房、富士見ドラゴンノベルズ） 1993
- 『アイスウィンド・サーガ6 冥界の門』（R・A・サルヴァトーレ、富士見書房、富士見ドラゴンノベルズ） 1993

### アンソロジー
- 『魔女も恋をする 海外ロマンチックSF傑作選1』（集英社文庫） 1980
- 『たんぽぽ娘 海外ロマンチックSF傑作選2』（集英社文庫） 1980
- 『見えない友だち34人+1 海外ロマンチックSF傑作選3』（集英社文庫） 1980
- 『SFミステリ傑作選』（講談社文庫） 1980
- 『ユーモアミステリ傑作選』（講談社文庫） 1980
- 『世界SFパロディ傑作選』（安田均共編、講談社文庫） 1980
- 『天使の卵 宇宙人SF傑作選』（安田均共編、集英社文庫） 1981
- 『ロボット貯金箱 海外ロボットSF傑作選』（安田均共編、集英社文庫） 1982

### ノベライズ
- 『漂流教室』（原作：楳図かずお）

## 映像化
- 土曜ワイド劇場「津軽神話殺人事件」 - 1988
- 土曜ワイド劇場「火の国殺人行 わらべ唄は死の予告! 信州あずみ野－大分、完全犯罪解明の旅」 - 1989
- 火曜ミステリー劇場「冬の京都幽霊事件 ミステリー研女子大生のドキドキ名推理!」 - 1991

## 関連事項
- 日本の小説家一覧
- 推理作家一覧
- SF作家一覧
- ライトノベル作家一覧

- クトゥルフ神話
- 津原泰水『猫ノ眼時計』 - 風見の訃報にまつわる顛末を小説化した短編を収録。著者による「途中までは実話」との発言がある[8]。